# Gefecht bei Hochheim
Frühjahrsfeldzug 1813
Lüneburg – Möckern – Halle – Großgörschen – Gersdorf – Bautzen – Reichenbach – Nettelnburg – Haynau – Halberstadt – Luckau
Herbstfeldzug 1813

Großbeeren – Katzbach – Dresden – Hagelberg – Kulm – Dennewitz – Göhrde – Altenburg – Wittenberg – Wartenburg – Liebertwolkwitz – Leipzig – Torgau – Hanau – Hochheim – Danzig
Winterfeldzug 1814

Épinal – Colombey – Brienne – La Rothière – Champaubert – Montmirail – Château-Thierry – Vauchamps – Mormant – Montereau – Bar-sur-Aube – Soissons – Craonne – Laon – Reims – Arcis-sur-Aube – Fère-Champenoise – Saint-Dizier – Claye –  Paris
Sommerfeldzug von 1815

Quatre-Bras – Ligny – Waterloo – Wavre – Paris
Das Gefecht bei Hochheim fand während der Befreiungskriege am 9. November 1813 bei Hochheim am Main statt. Es endete mit einer Niederlage der Armee Frankreichs und ihrem fluchtartigen Rückzug nach Kostheim, in die Festung Mainz und das Fort Montebello.

## Verlauf
Das 4. Korps der französischen Armee unter General Henri-Gatien Bertrand hatte mit etwa 2000 Mann und 20 Kanonen den Ort Hochheim am Main besetzt und Verschanzungen auf dem sogenannten „Kippel“ (Hügel) in Richtung Mainz-Kastel errichtet.
Auf Befehl des Oberbefehlshabers der gegen Napoleon verbündeten Streitkräfte Fürst Karl Philipp zu Schwarzenberg wurde dieses von General Ignác Gyulay am 9. November 1813 angegriffen. Einen Verband führte General Gyulay selbst auf Hochheim, einen weiteren Feldmarschallleutnant Alois Gonzaga von Liechtenstein über Massenheim und die nahen Häuserhöfe (nördlich der 1799 von den Franzosen zerstörten Hochheimer Warte). Gedeckt wurden diese Truppenbewegungen durch Kavallerieeinheiten, nämlich einen Vortrab unter Graf Ferdinand von Bubna und Littitz, der beide Infanteriebewegungen verband und Reservereiterei unter Feldmarschallleutnant Moritz von Liechtenstein, die über Massenheim folgte. Zwei kroatische Grenzerbataillone (Warasdinder St. Georger Regiment) und ein Bataillon Linieninfanterie rückte unbemerkt über Flörsheim am Main unterhalb der Steinmühle vor.
Bei Ankunft der Einheit von Alois Gonzaga von Liechtenstein gaben drei Kanonenschüsse das Signal für General Gyulay, auf Hochheim vorzurücken, das von drei Seiten von der österreichischen Artillerie beschossen wurde. Zwei Bataillone rückten vor und nahmen die Verschanzungen vor der Stadt ohne Abgabe eines Schusses ein, wobei sie zwei Kanonen und eine Fahne erbeuteten. Die Bataillone setzten den zurückziehenden Franzosen nach, stürmten zwei Stadttore von Hochheim und nahmen 800 Mann und 25 Offiziere gefangen. Zeitgleich griff die Kavallerie unter Bubna und von Liechtenstein die Franzosen auf dem „Kippel“ an.
Daraufhin verließen die Franzosen die begonnenen Verschanzungen und zogen sich unter erheblichen Verlusten eilig nach Mainz-Kastel zurück. Bei der Verfolgung erbeutete eine Schwadron unter von Rosenberg zwei weitere Kanonen. Damit mussten sich die Franzosen auf die andere Rheinseite bzw. in die Festungen am Rhein zurückziehen.

## Quelle
- Relation über die Einnahme des verschanzten Postens von Hochheim am Main am 9. Nov. 1813. Hof- und Staatsdruckerei, Wien 1814 (eingeschränkte Vorschau in der Google-Buchsuche).
- Theodor Schüler: Geschichte der Stadt Hochheim a. Main. Heimat- und Verkehrsverein, 1984.